# 秋山真凜
秋山 真凜（あきやま まりん、1996年10月12日 - ）は、日本のタレント、スポーツキャスター、元女子アマチュアゴルファー。
福岡県福岡市出身。FIRST AGENT所属。父は元プロ野球選手で福岡ソフトバンクホークス元監督の秋山幸二。叔母はフリーアナウンサーの片平夏貴。

## 略歴
沖学園中学校、福岡インターナショナルスクール、上智大学国際教養学部を卒業した。大学では英語で国際経済や経営学を学んだ。
沖学園中学校時代には日本ジュニアゴルフ選手権競技に出場し8位に入った。
大学卒業後にタレント活動を開始した。
ぜんそくが持病であることを告白している。

## 人物
- 5歳の頃から外国語を習っており、英語と韓国語が堪能である[7]。
- 2001年生まれの弟がいたが、生後間もなく亡くなっている。以後、一人娘である。

## 出演

### テレビ
- ゴルフ女子 ヒロインバトル（BS12）
  - 第44回、第45回、第46回、第47回（2021年3月7日、14日、21日、28日）
  - 第52回、第53回、第54回、第55回（2021年5月2日、9日、16日、23日）
  - 第72回、第73回、第74回、第75回（2021年10月3日、10日、17日、24日）
- MLB石橋貴明スタジアム（ABEMA　2022年4月30日 - ）

### ラジオ
- アース製薬 Dream Shot ～輝けゴルファー（2021年4月3日 - ・TOKYO FM）
- REAL SPORTS（2021年4月3日 - 2022年3月26日・InterFM897 → 2022年4月1日 - ・JFNC、FUTURES金曜）